# Claviger ibericus
Claviger ibericus – chrząszcz z rodziny kusakowatych, podrodziny Pselaphinae.

## Występowanie
Występuje w Gruzji.